# シソンヌ長谷川×○○のキマリ
『シソンヌ長谷川×○○のキマリ』（シソンヌはせがわ×○○のキマリ）は、2022年10月6日（5日深夜）から2023年9月28日（27日深夜）まで、テレビ朝日で放送されたバラエティ番組。
長谷川忍（シソンヌ）の初冠番組として、バラバラ大作戦（水曜第2部）枠で放送されたもので、放送時間は2023年3月30日（29日深夜）放送分までは毎週木曜（水曜深夜）2:16 - 2:36、同4月6日（5日深夜）放送分より2:13 - 2:30（いずれもJST）。
シソンヌ長谷川が、独特な世界観で若い世代に支持されるアーティストたちをゲストに招くトークバラエティ。一般の人々の“マイルール”をさかなに本音を語り合う番組内容となっている。

## 出演者
MC
- 長谷川忍（シソンヌ）

ナレーション
- 田中萌（テレビ朝日アナウンサー）

キマリシンガー
- ゲストMCごとに異なる芸人1組

番組最後に決めたキマリを元に、即興で弾き語る

## 放送リスト
| 2022年 | 2022年   | 2022年                 | 2022年              | 2022年                     |
| 話数   | 放送日   | 放送内容               | ゲストMC            | キマリシンガー             |
| ------ | -------- | ---------------------- | ------------------- | -------------------------- |
| 1      | 10月06日 | SNSのキマリ            | milet               | トニーフランク             |
| 2      | 10月13日 | 睡眠のキマリ           | milet               | トニーフランク             |
| 3      | 10月20日 | カップルのキマリ       | 谷口鮪（KANA-BOON） | シマッシュレコード         |
| 4      | 10月27日 | カバンの中身のキマリ   | 谷口鮪（KANA-BOON） | シマッシュレコード         |
| 5      | 11月03日 | 初デートのキマリ       | 谷口鮪（KANA-BOON） | シマッシュレコード         |
| 6      | 11月10日 | 誕生日のキマリ         | Reol                | トニーフランク             |
| 7      | 11月17日 | ストレス解消のキマリ   | Reol                | トニーフランク             |
| 8      | 11月24日 | 引っ越しのキマリ       | Reol                | トニーフランク             |
| 9      | 12月01日 | 小腹が空いた時のキマリ | Reol                | トニーフランク             |
| 10     | 12月08日 | 財布のキマリ           | ジェジュン          | 辻井亮平（アイロンヘッド） |
| 11     | 12月15日 | 休日のキマリ           | ジェジュン          | 辻井亮平（アイロンヘッド） |
| 12     | 12月22日 | 掃除のキマリ           | ジェジュン          | 辻井亮平（アイロンヘッド） |

| 2023年 | 2023年   | 2023年                 | 2023年                            | 2023年                        | 2023年             |
| 話数   | 放送日   | 放送内容               | ゲストMC                          | その他ゲスト                  | キマリシンガー     |
| ------ | -------- | ---------------------- | --------------------------------- | ----------------------------- | ------------------ |
| 13     | 01月12日 | おうちゴハンのキマリ   | 大野雄大（Da-iCE）                |                               | シマッシュレコード |
| 14     | 01月19日 | ファッションのキマリ   | 和田颯（Da-iCE）                  |                               | シマッシュレコード |
| 15     | 01月26日 | 髪型のキマリ           | 大野雄大・和田颯（Da-iCE）        |                               | シマッシュレコード |
| 16     | 02月02日 | サウナのキマリ         | 藤牧京介（INI）                   |                               | シマッシュレコード |
| 17     | 02月09日 | 癒しのキマリ           | 池﨑理人（INI）                   |                               | シマッシュレコード |
| 18     | 02月16日 | ひとり〇〇のキマリ     | 池﨑理人・藤牧京介（INI）         |                               | シマッシュレコード |
| 19     | 02月23日 | 旅行のキマリ           | 池﨑理人・藤牧京介（INI）         |                               | シマッシュレコード |
| 20     | 03月02日 | パスタのキマリ         | ハシヤスメ・アツコ（BiSH）        |                               | シマッシュレコード |
| 21     | 03月09日 | 出張のキマリ           | ハシヤスメ・アツコ（BiSH）        |                               | シマッシュレコード |
| 22     | 03月16日 | 私だけ?なクセのキマリ  | ハシヤスメ・アツコ（BiSH）        |                               | シマッシュレコード |
| 23     | 03月23日 | 美ボディのキマリ       | 佐藤景瑚（JO1）                   |                               | シマッシュレコード |
| 24     | 03月30日 | 映画のキマリ           | 佐藤景瑚（JO1）                   |                               | シマッシュレコード |
| 25     | 04月06日 | ストレス解消のキマリ   | 佐藤景瑚（JO1）                   |                               | シマッシュレコード |
| 26     | 04月13日 | ペット自慢のキマリ     | GEN（04 Limited Sazabys）         |                               | シマッシュレコード |
| 27     | 04月20日 | 許せない!キマリ        | GEN（04 Limited Sazabys）         |                               | シマッシュレコード |
| 28     | 04月27日 | 麺好きのキマリ         | GEN（04 Limited Sazabys）         |                               | シマッシュレコード |
| 29     | 05月04日 | 鬼リピのキマリ         | 木村柾哉・許豊凡（INI）           |                               | シマッシュレコード |
| 30     | 05月11日 | 一人暮らしのキマリ     | 尾崎匠海・木村柾哉・許豊凡（INI） |                               | シマッシュレコード |
| 31     | 05月18日 | 休日のキマリ           | 尾崎匠海・許豊凡（INI）           |                               | シマッシュレコード |
| 32     | 05月25日 | 観葉植物のキマリ       | 尾崎匠海・木村柾哉（INI）         | 山本浩司（タイムマシーン3号） | 出演なし           |
| 33     | 06月01日 | 苦労時代のキマリ       | 尾崎匠海・木村柾哉・許豊凡（INI） |                               | シマッシュレコード |
| 34     | 06月08日 | オシャレ家具のキマリ   | 髙塚大夢・田島将吾・松田迅（INI） |                               | 出演なし           |
| 35     | 06月15日 | オシャレ家具のキマリ   | 髙塚大夢・田島将吾・松田迅（INI） |                               | 出演なし           |
| 36     | 06月22日 | 思い出グルメのキマリ   | 髙塚大夢・田島将吾・松田迅（INI） |                               | 出演なし           |
| 37     | 06月29日 | 思い出飯のキマリ       | 髙塚大夢・田島将吾・松田迅（INI） |                               | 出演なし           |
| 38     | 07月06日 | カラオケのキマリ       | 髙塚大夢・田島将吾・松田迅（INI） |                               | 出演なし           |
| 39     | 07月13日 | 人生彩りソングのキマリ | キタニタツヤ                      |                               | 出演なし           |
| 40     | 07月20日 | SNSのキマリ            | キタニタツヤ                      |                               | 出演なし           |

## スタッフ
- 構成：樅野太紀、植田将崇
- CAM：加藤翔太、藤田敬介
- 照明：竹内未来
- 美術：遠藤ゆか
- デザイン：加藤周一
- 美術進行：髙崎絵織
- メイク：川口カツラ店
- CG：中田有見子
- 編集：高城明宏
- MA：船木優
- 音響効果：高津浩史
- 技術協力：Zeta、テレテック、e-naスタジオ
- 編成：岡村地郎、長岡大河
- 宣伝：森千明
- デスク：萩原わかな
- 制作協力：THE WORKS
- 制作スタッフ：中野晃仁、田中大地、川手優衣
- PM：土屋友輝
- AP：松林有望子
- ディレクター：清水正太郎
- チーフディレクター：井上大生
- プロデューサー：奥村篤人、原田廣一、土屋友輝
- ゼネラルプロデューサー：鈴木忠親
- 制作：テレビ朝日ビジネスソリューション本部 コンテンツ編成局第2制作部
- 制作著作：テレビ朝日

### 過去のスタッフ
- 編成：宇喜多宏美、大塚脩平